# Ostrovec (Pelhřimov)
Ostrovec (německy Ostrowetz) je malá vesnice, část okresního města Pelhřimov. Nachází se 11 km na jih od Pelhřimova. V roce 2009 zde bylo evidováno 22 adres. V roce 2001 zde trvale žilo 13 obyvatel. Západním okrajem osady protéká říčka Bělá, která je pravostranným přítokem Hejlovky.
Ostrovec leží v katastrálním území Ostrovec u Houserovky o rozloze 2,43 km².

## Další fotografie

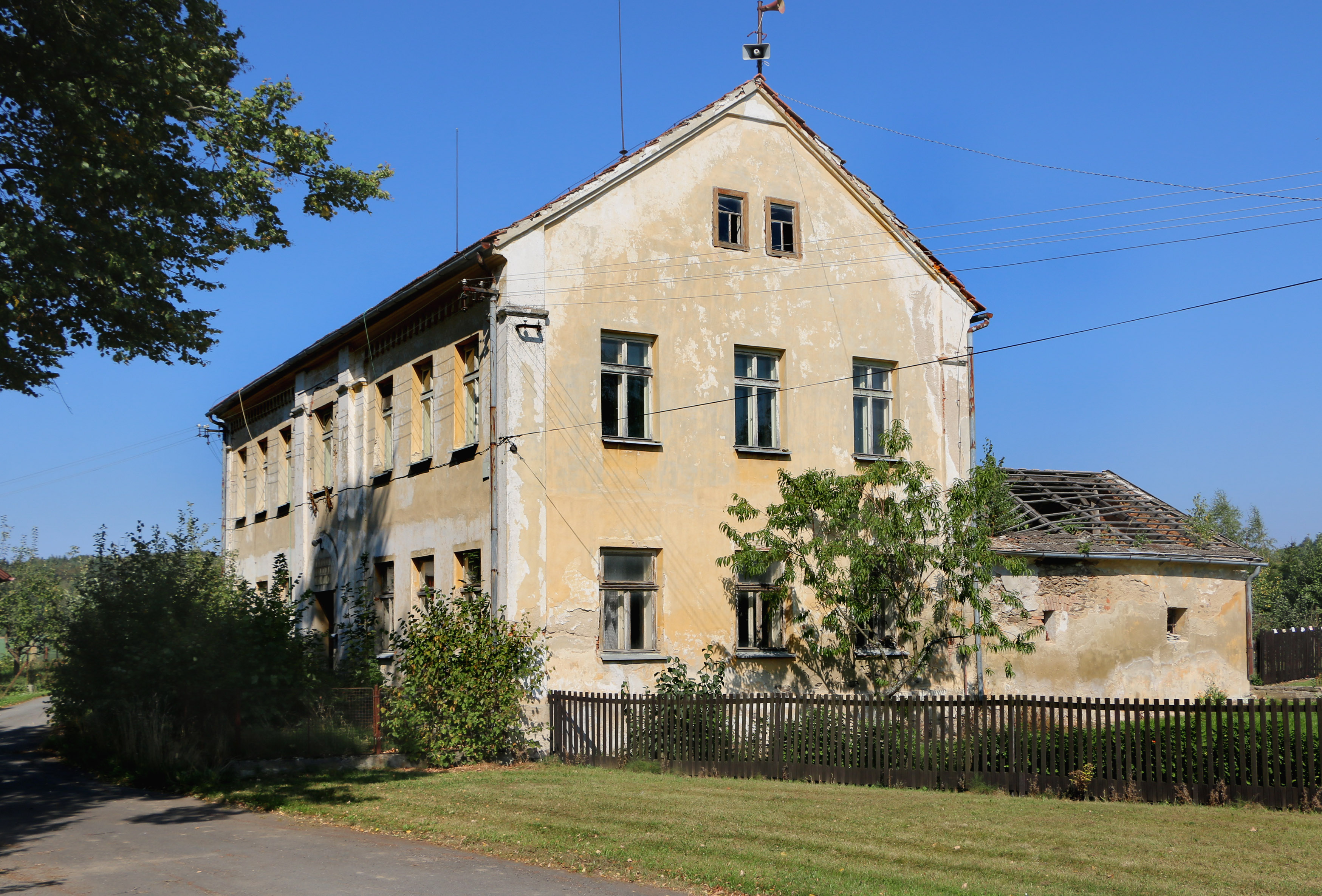
Bývalá škola
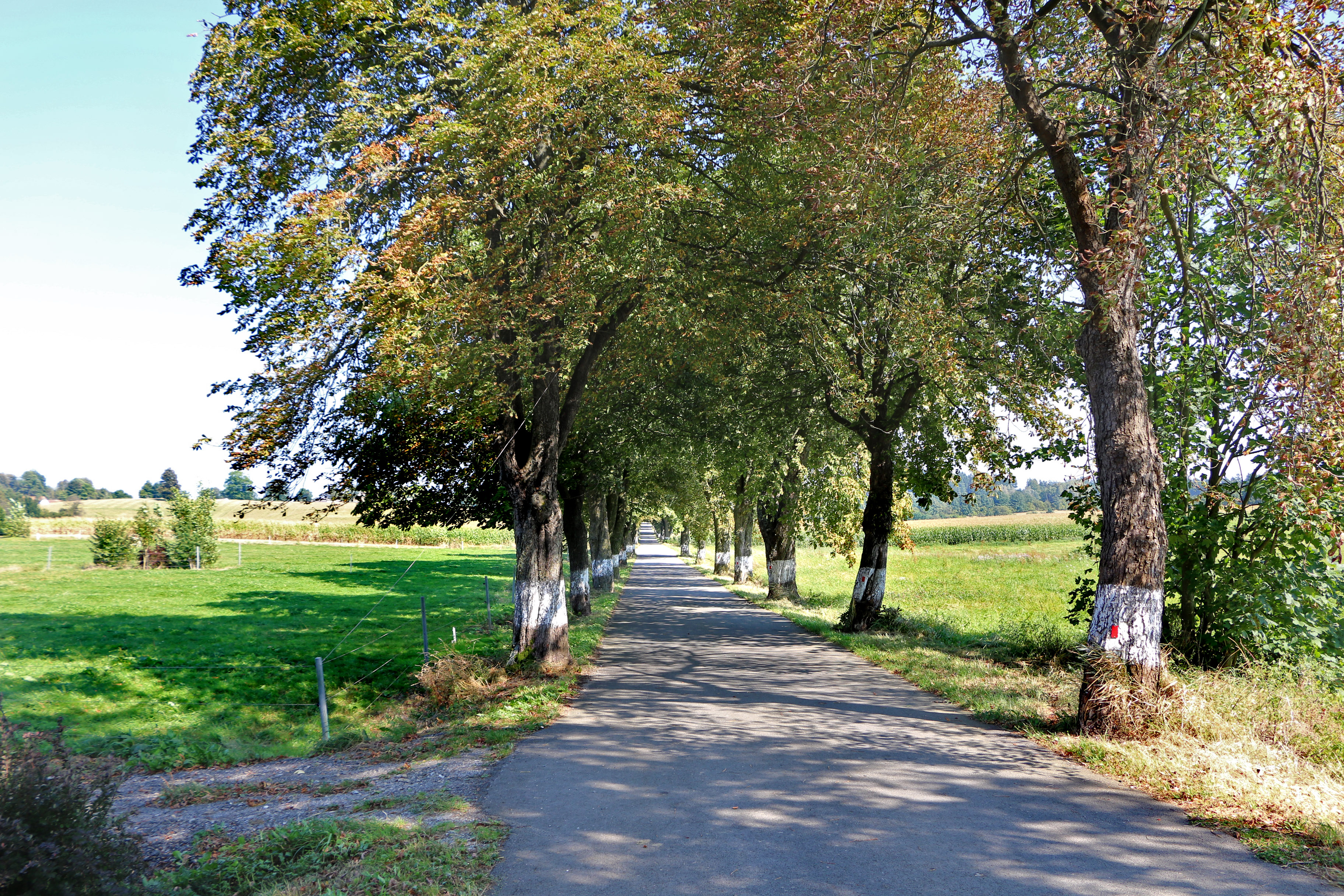
Alej k Rohovce
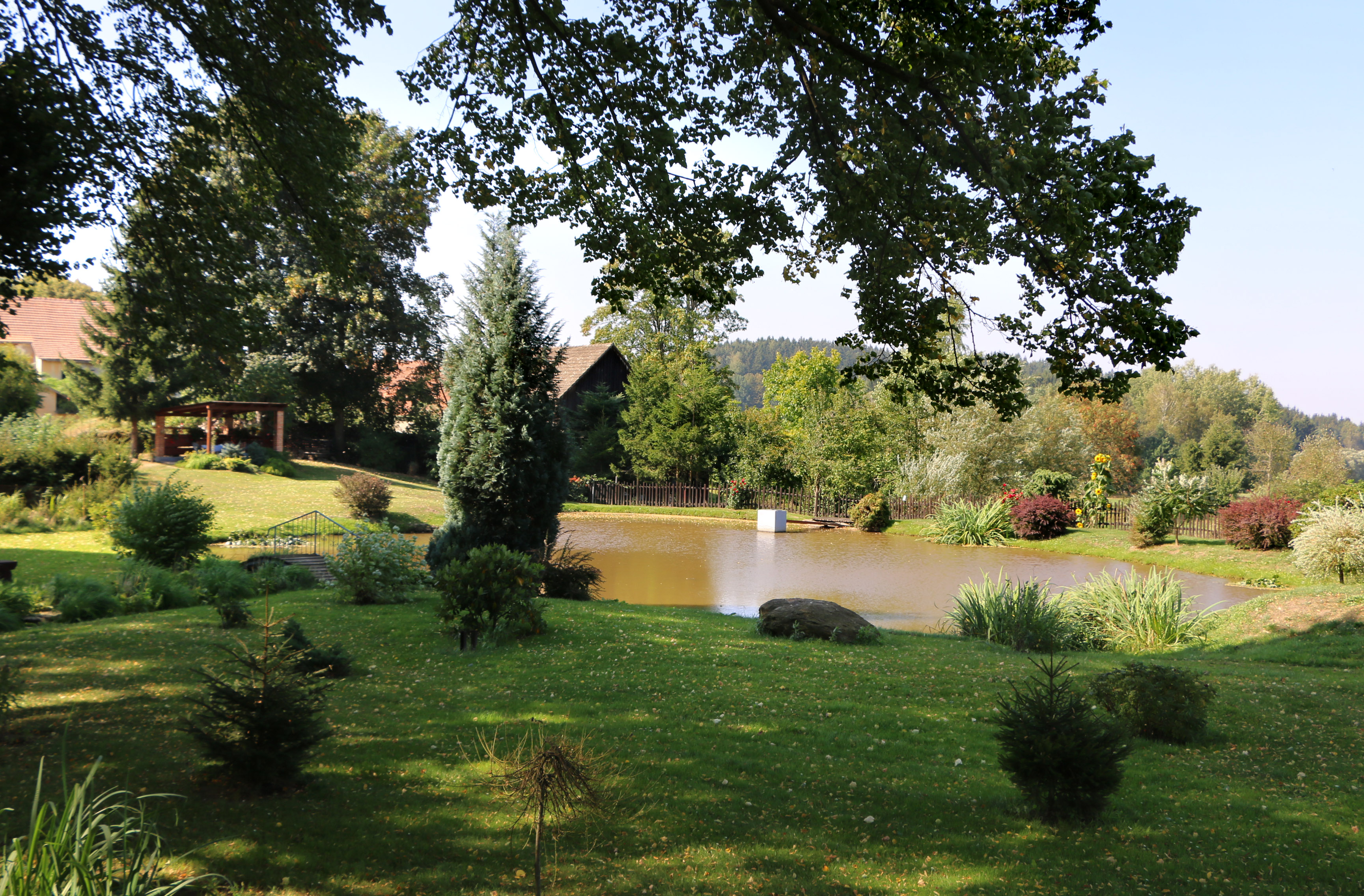
Rybníček na východě vesnice